# Laio

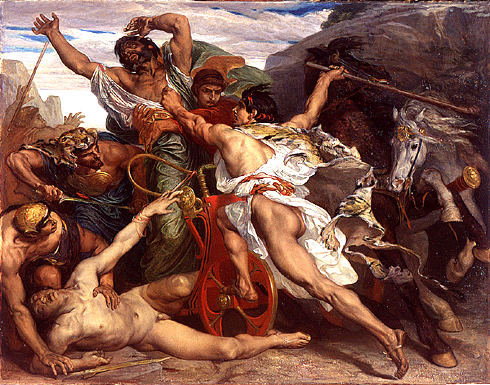
O assassinato do rei Laio por Édipo na estrada de Corinto a Tebas - retratado na peça Édipo Rei, autor: Sófocles - Pintura de Joseph Blanc

Na mitologia grega, o rei Laio, ou Laios (do Grego: Λάϊος) de Tebas, foi um herói divino e um personagem chave no mito fundador da cidade de Tebas. Filho de Lábdaco, foi criado pelo regente Lico depois da morte de seu pai.

## Abdução de Crisipo
Quando Laio ainda era jovem, Anfião e Zeto usurparam o trono de Tebas. Alguns Tebanos, desejando ver a continuação da linhagem de Cadmo, contrabandearam o pequeno Laio para fora da cidade antes do ataque, o que resultou na morte de Lico e a tomada de seu trono. Laio foi recepcionado por Pélope, rei de Pisa no Peloponeso. De acordo com algumas fontes, a maioria pertencente a era cristã, Laio sequestrou e estuprou o filho do rei, Crisipo, Levando-o de Tebas enquanto o ensinava como dirigir uma biga, ou como nos reporta Higino, durante os Jogos Nemeus. Este sequestro é considerado como assunto principal de uma das últimas tragédias de Eurípedes. Muitos estudiosos concordam que o estupro e a sedução de Crisipo foram adicionados tardiamente ao mito tebano. Com ambos, Anfião e Zeto tendo morrido na sua ausência, Laio tornou-se o rei de Tebas, quando do seu retorno.

## A maldição de Laio
Depois do estupro de Crisipo, Laio casa-se com Jocasta (ou Epicasta), filha de Meneceu, um dos descendentes dos Espartos. Laio então recebe do oráculo de Delfos a previsão de que ele não poderia ter filhos com sua esposa, ou a criança seria responsável por sua morte e se casaria com sua esposa. Em outra versão, contada por Ésquilo, Laio foi avisado de que ele só poderia salvar a cidade se morresse sem filhos. 
Uma noite, porém, Laio, bêbado, acaba deitando-se com sua esposa, gerando Édipo. Temendo a concretização da profecia, Laio ordena que a criança seja abandonada no Monte Citerão com seus pés amarrados (ou talvez presos ao chão). No entanto, o bebê é encontrado por um pastor que, não tendo condições de criá-lo, leva-o ao rei Pólibo e a rainha Mérope de Corinto, que o criam até a maioridade.
Desejando saber mais a respeito do seu parentesco, Édipo consulta o Oráculo de Delfos. Lá, é informado de que não deveria ir para casa ou ele mataria seu pai e casaria-se com sua mãe. Acreditando ser de Corinto, ele parte para Tebas, tentando evitar o seu destino. Na estrada conhecida como "A Fenda", Édipo encontra Laio. Este, tendo recebido presságios de que seu filho estava retornando para matá-lo, ia a Delfos afim de consultar o oráculo. Édipo recusa-se a deixar passar a carruagem do rei, mesmo que os lacaios de Laio assim o ordenassem. Tomado pela fúria, Laio passa com a carruagem sobre seus pés (em outra versão, bate nele com seu chicote), no que Édipo mata Laio e todos os seus lacaios, acreditando ser um bando de malfeitores. 
Laio foi enterrado onde morreu por Damasistratus, o rei de Plateias. Tempos depois, Tebas é amaldiçoada com uma doença: o motivo é que seu assassino não havia sido punido.
Muitos dos descendentes de Laio tiveram má sorte, mas não está claro se isso ocorreu porque ele violou as leis da hospitalidade e do casamento ao sequestrar o filho de seu anfitrião e estuprá-lo, ou porque ignorou o aviso do Oráculo para não ter filhos, ou alguma combinação desses fatores. Outra teoria é que toda a linhagem de Cadmo foi amaldiçoada, seja por Ares, quando Cadmo matou sua serpente (na fundação de Tebas), ou por Hefesto, que se ressentiu do fato de Cadmo ter se casado com Harmonia, filha de Ares e Afrodite, a esposa desgarrada de Hefesto. De todo modo, muitos dos descendentes de Cadmo tiveram fins trágicos. 